# Олійник Віталій Петрович
Віта́лій Петро́вич Олі́йник (7 квітня 1961 — 28 серпня 2015) — прапорщик Збройних сил України, учасник російсько-української війни.

## Життєпис
Народився 1961 року в місті Київ, де й проживав.
У часі війни — прапорщик, командир бойової машини — командир відділення, 72-га окрема механізована бригада.
28 серпня 2015 року Віталій Олійник був за кермом автомобіля УАЗ, яким разом зі старшим лейтенантом Іваном Віхтюком їхали до ротного опорного пункту. Снаряд вибухнув за кілька метрів від машини. Старший лейтенант Віхтюк встиг вибігти, зазнавши смертельного поранення, прапорщик Олійник загинув у палаючій машині. В тому ж часі ще 4 вояків зазнали поранень.
Похований у місті Київ, кладовище Лісове.

## Нагороди та вшанування
За особисту мужність, сумлінне та бездоганне служіння Українському народові, зразкове виконання військового обов'язку відзначений — нагороджений
- орденом «За мужність» ІІІ ступеня (16.1.2016, посмертно)[1]